# Kunstmuseum Basel
Il Museo d'arte di Basilea (in tedesco: Kunstmuseum Basel) ospita la più grande ed importante collezione d'arte della Svizzera. Le sue origini risalgono all'acquisto del gabinetto Amerbach da parte della città di Basilea nel 1661: esso è quindi il primo museo in possesso di una comunità borghese cittadina d'Europa.

## La collezione
Si distingue per la sua straordinaria ricchezza storica, dagli inizi del XV secolo fino all'immediato presente. Grazie ai suoi elementi di spicco, vale a dire i dipinti e i disegni di artisti dell'area dell'Alto Reno dal 1400 al 1600, così come l'arte del XIX e del XX secolo, può essere annoverato tra i più importanti musei del suo genere a livello internazionale. 
Il museo possiede la più grande raccolta al mondo di opere della famiglia Holbein, soprattutto anche di Hans Holbein il Giovane. Il Rinascimento è rappresentato in modo incisivo da opere di Konrad Witz, Hans Baldung Grien, Martin Schongauer, Lucas Cranach il Vecchio e Matthias Grünewald. L'area dedicata al XVII e XVIII secolo pone il proprio accento principale sulle opere dell'arte fiamminga e olandese (ad es. Peter Paul Rubens, Rembrandt, Jan Brueghel il Vecchio nonché su nature morte di scuola tedesca e olandese. 
Il XIX secolo ha i suoi esponenti negli impressionisti, rappresentati da Édouard Manet, Claude Monet, Paul Gauguin, Paul Cézanne nonché nei dipinti di Vincent van Gogh e degli svizzeri Arnold Böcklin e Ferdinand Hodler. 
Il XX secolo trova il suo apogeo nel Cubismo con Picasso, Braque e Juan Gris. L'Espressionismo è rappresentato, tra gli altri, da Edvard Munch, Franz Marc, Oskar Kokoschka ed Emil Nolde. Inoltre sono esposte opere dell'epoca del Costruttivismo, del Dadaismo, del Surrealismo e dell'arte americana a partire dal 1950. Da sottolineare sono anche gli straordinari gruppi di opere di Pablo Picasso, Fernand Léger, Paul Klee, Alberto Giacometti e Marc Chagall.

## Galleria d'immagini

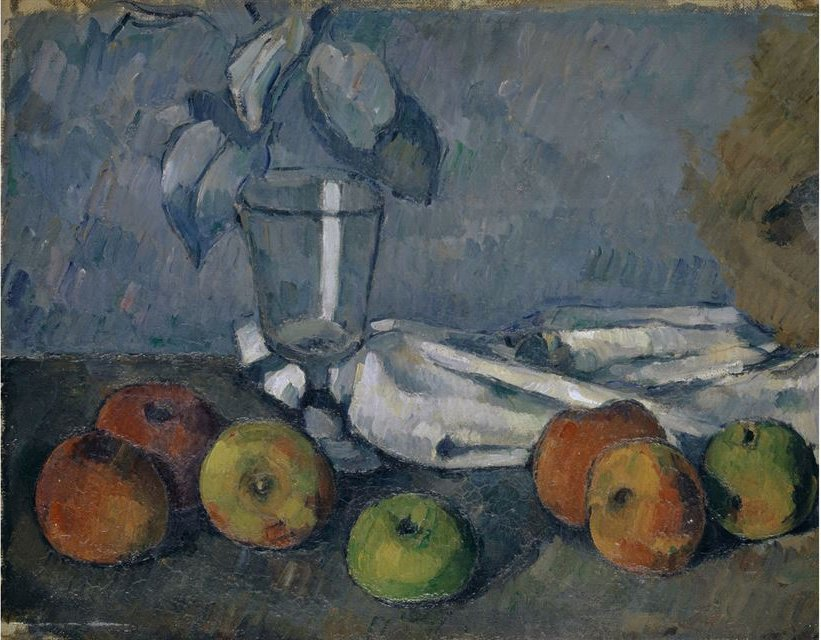
Compotier, vetro e mele, Paul Cézanne
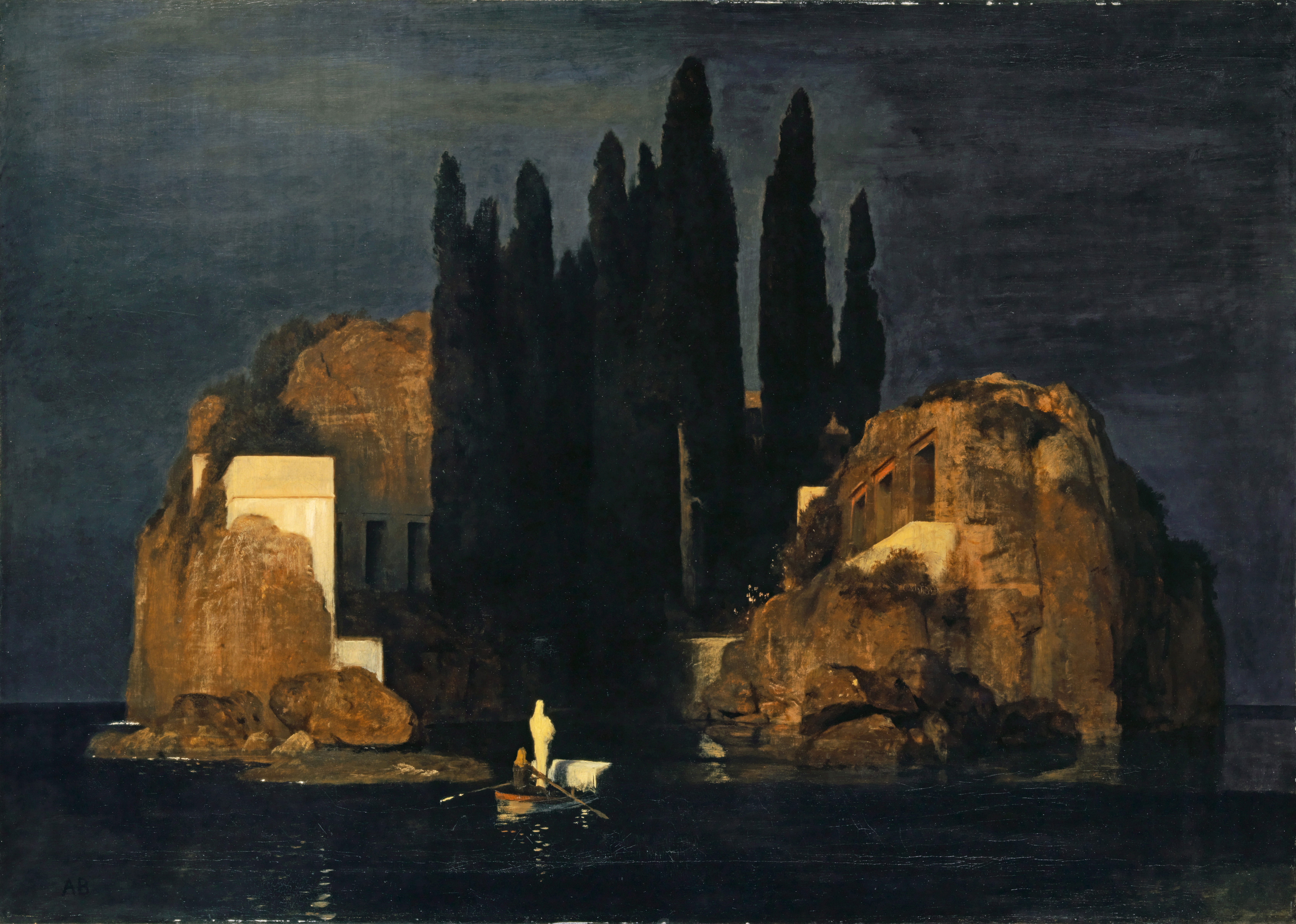
L'isola dei morti, prima versione, Arnold Böcklin
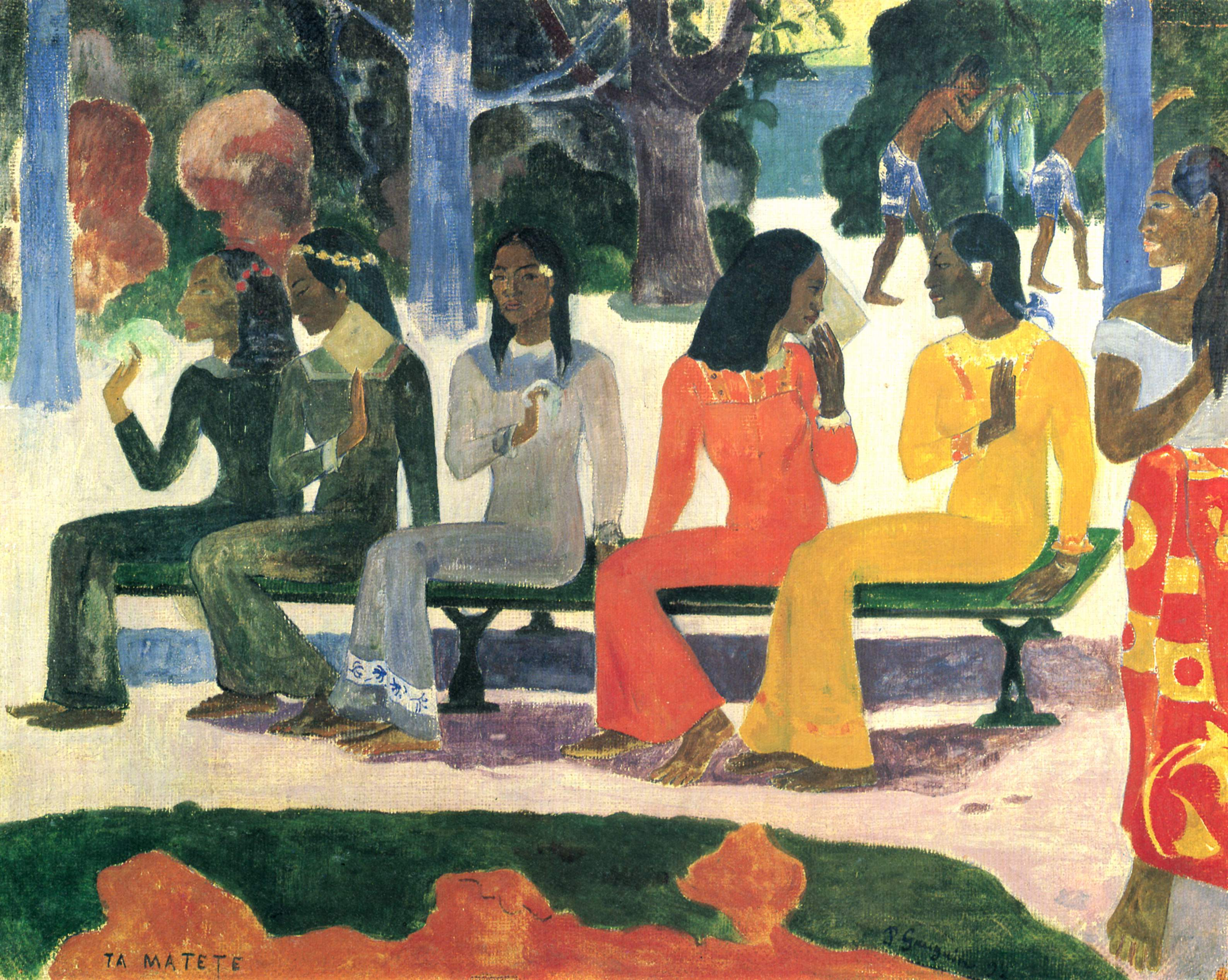
Ta Matete, Paul Gauguin
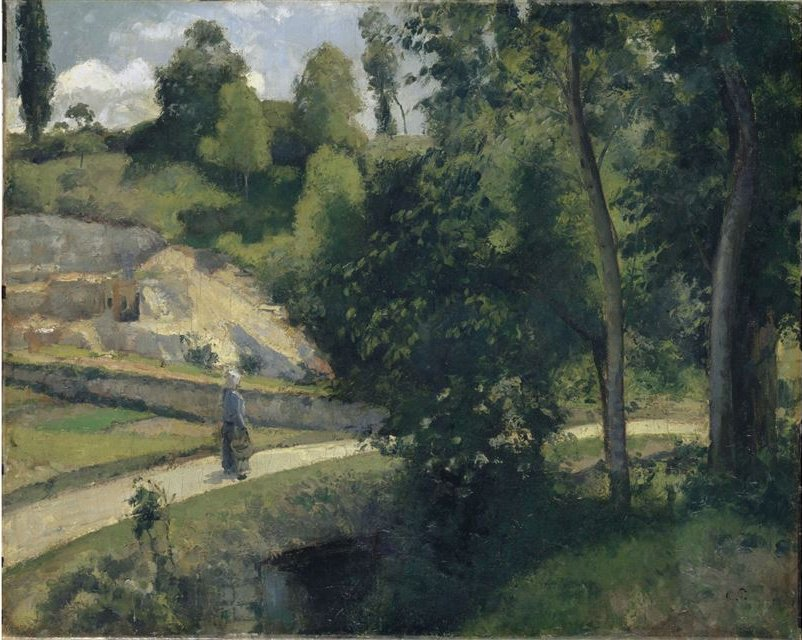
Coin de jardin à l'Hermitage. Pontoise, Camille Pissarro
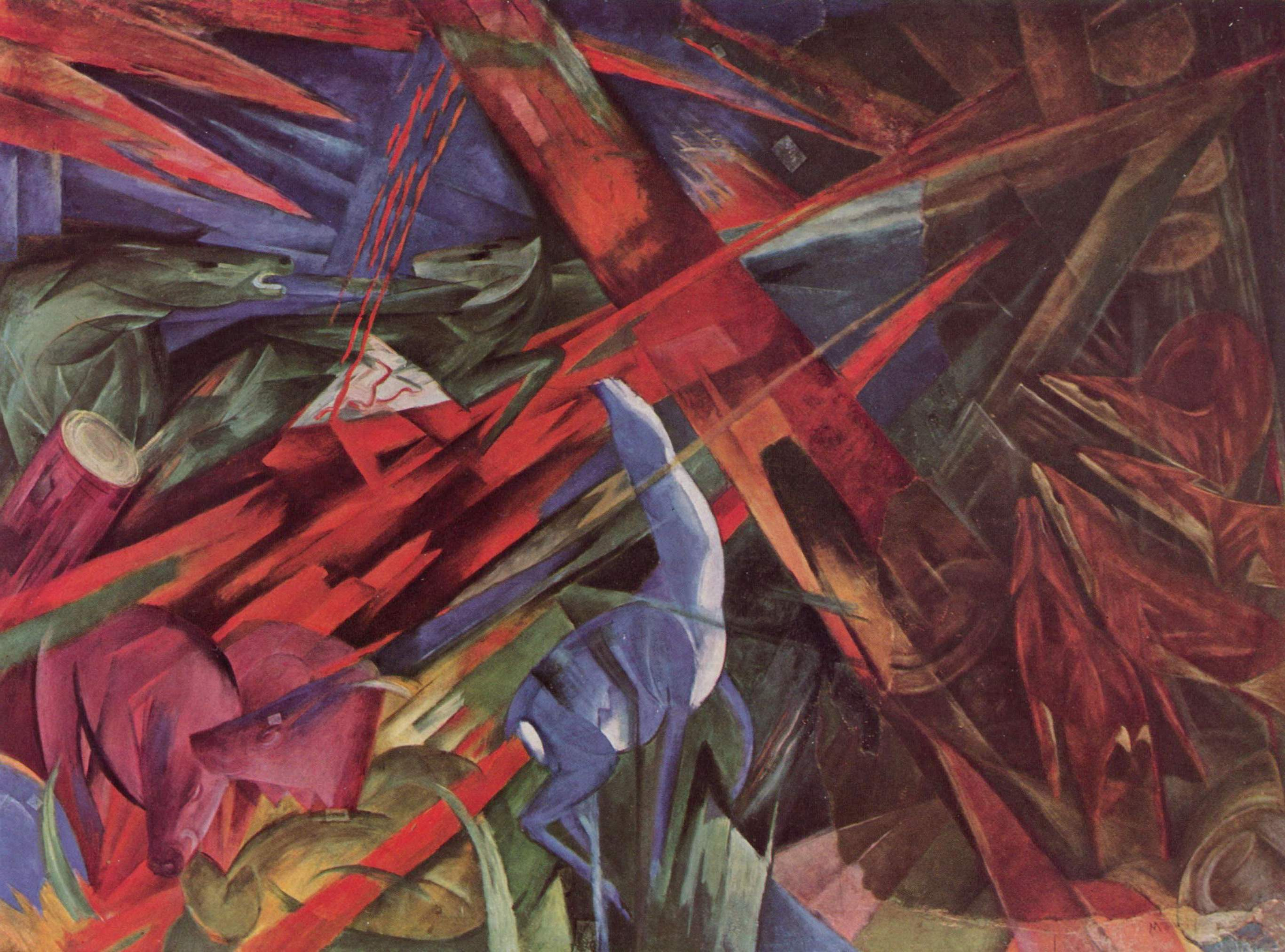
Destini di animali, Franz Marc
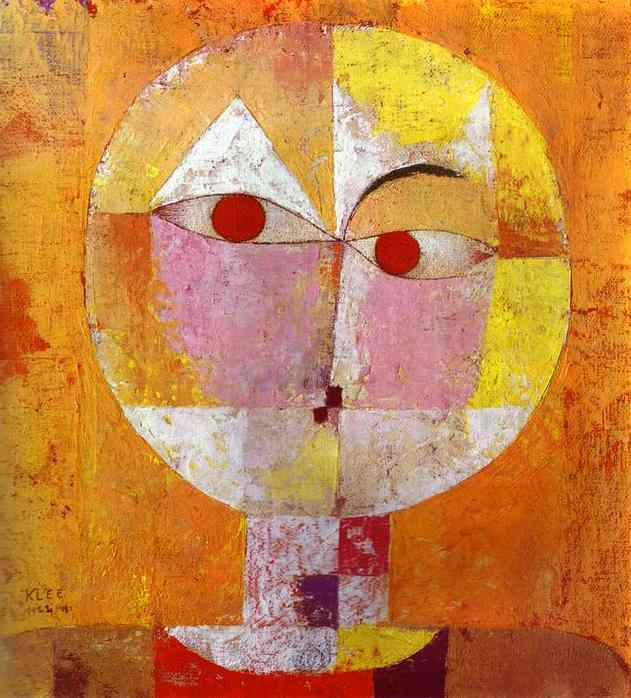
Senecio, Paul Klee
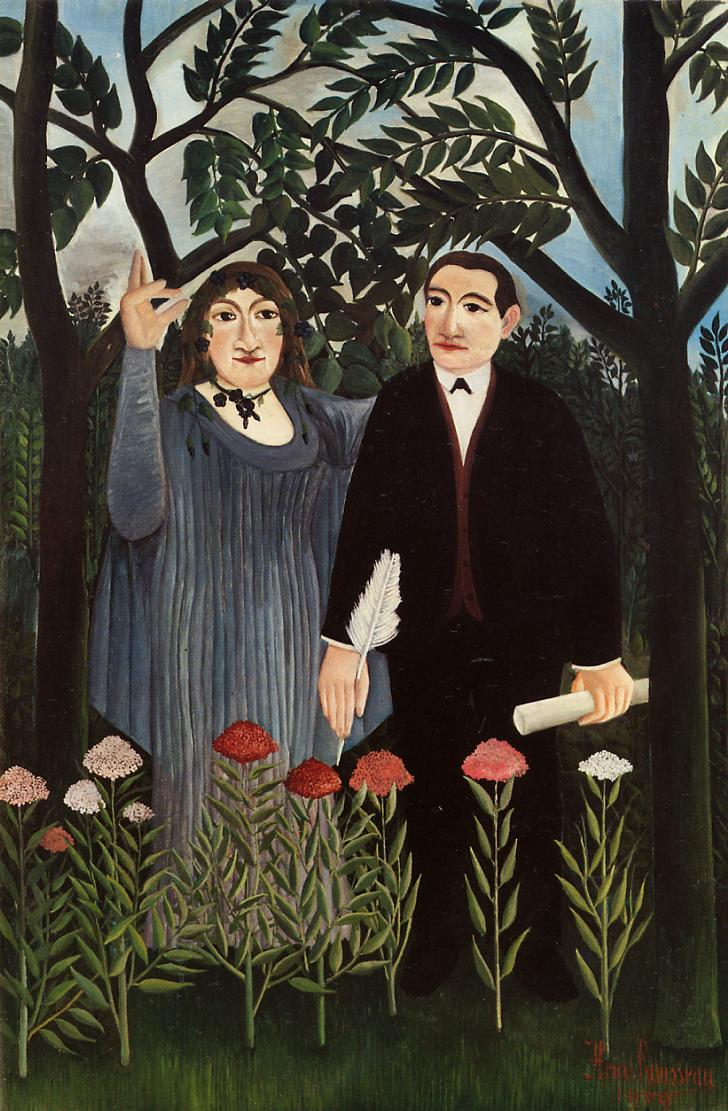
La musa ispira il poeta, Henri Rousseau
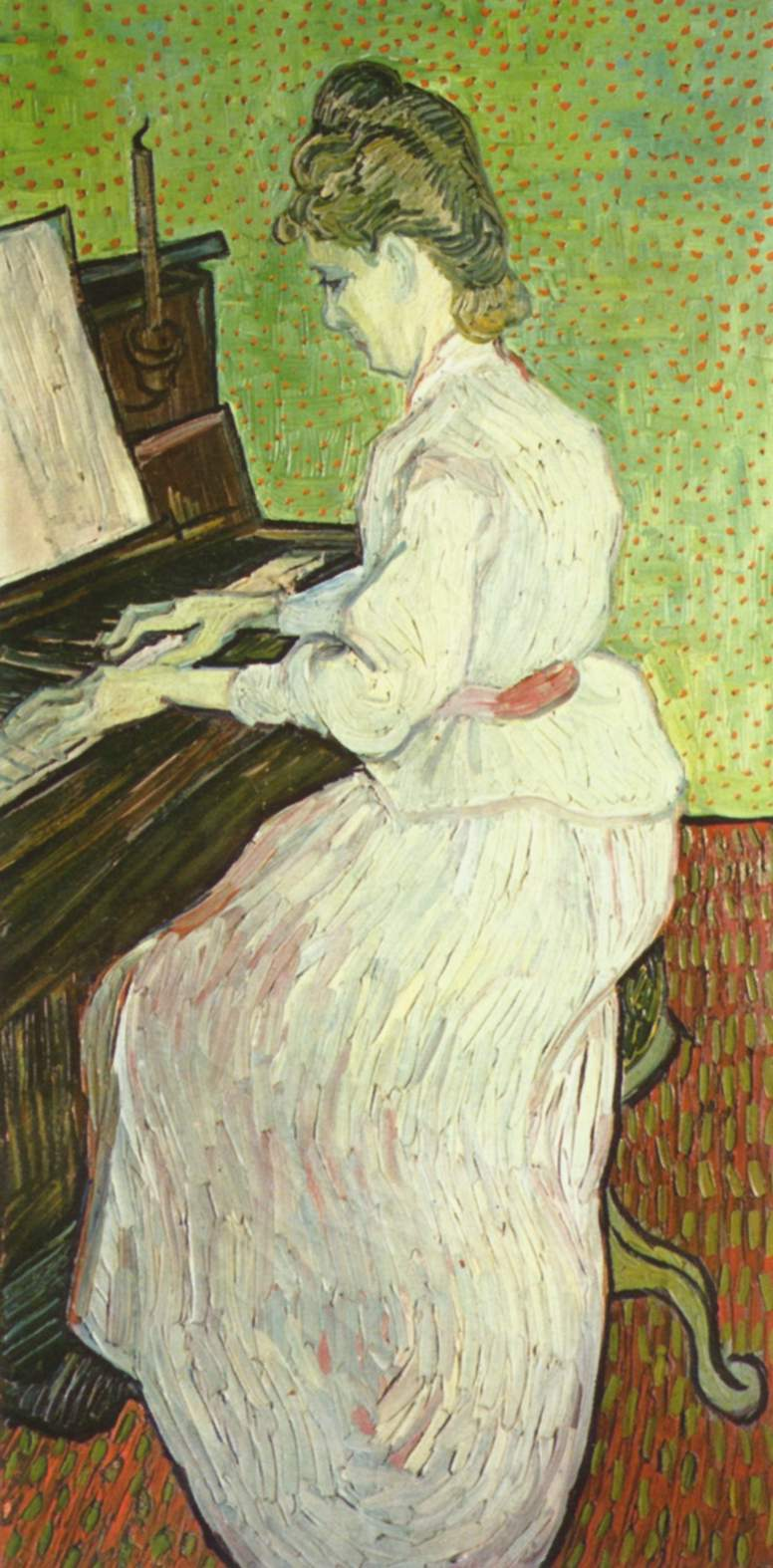
Marguerite Gachet al piano, Vincent van Gogh
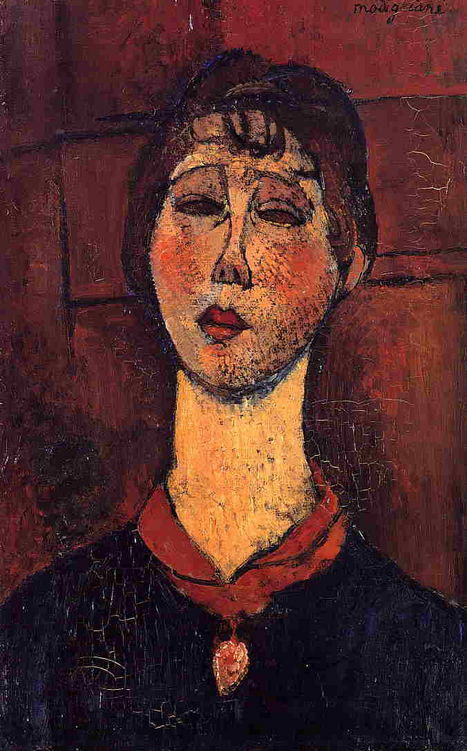
Madame Dorival, Amedeo Modigliani